# Amorphophallus bulbifer
Amorphophallus bulbifer är en kallaväxtart som först beskrevs av William Roxburgh, och fick sitt nu gällande namn av Carl Ludwig von Blume. Amorphophallus bulbifer ingår i släktet Amorphophallus och familjen kallaväxter. Inga underarter finns listade.

## Bildgalleri

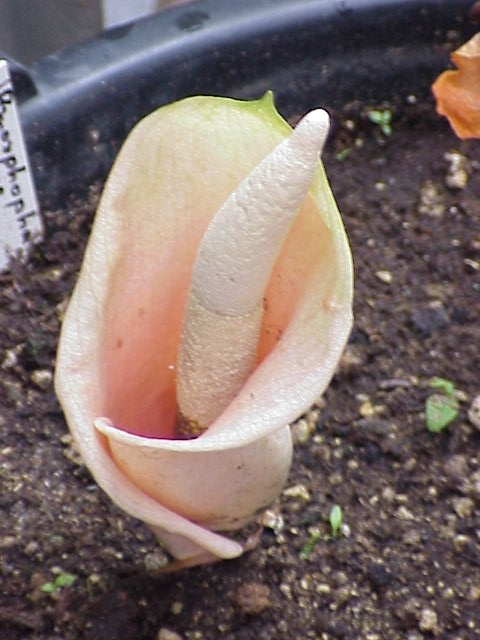
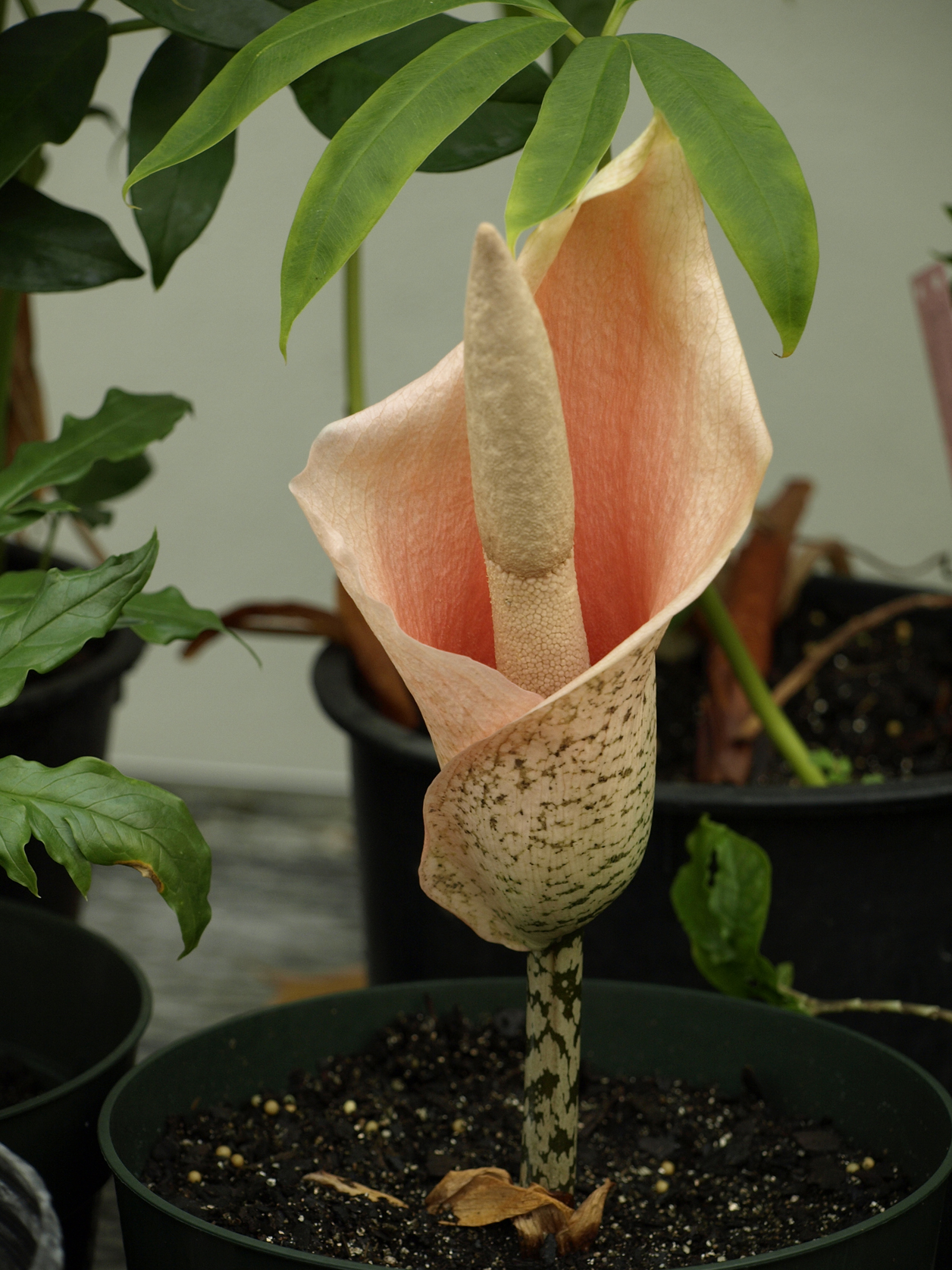
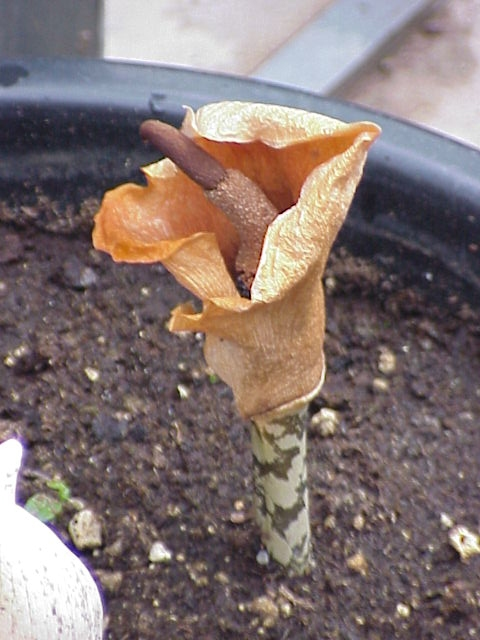
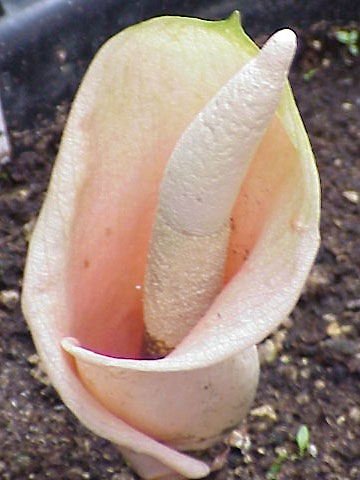
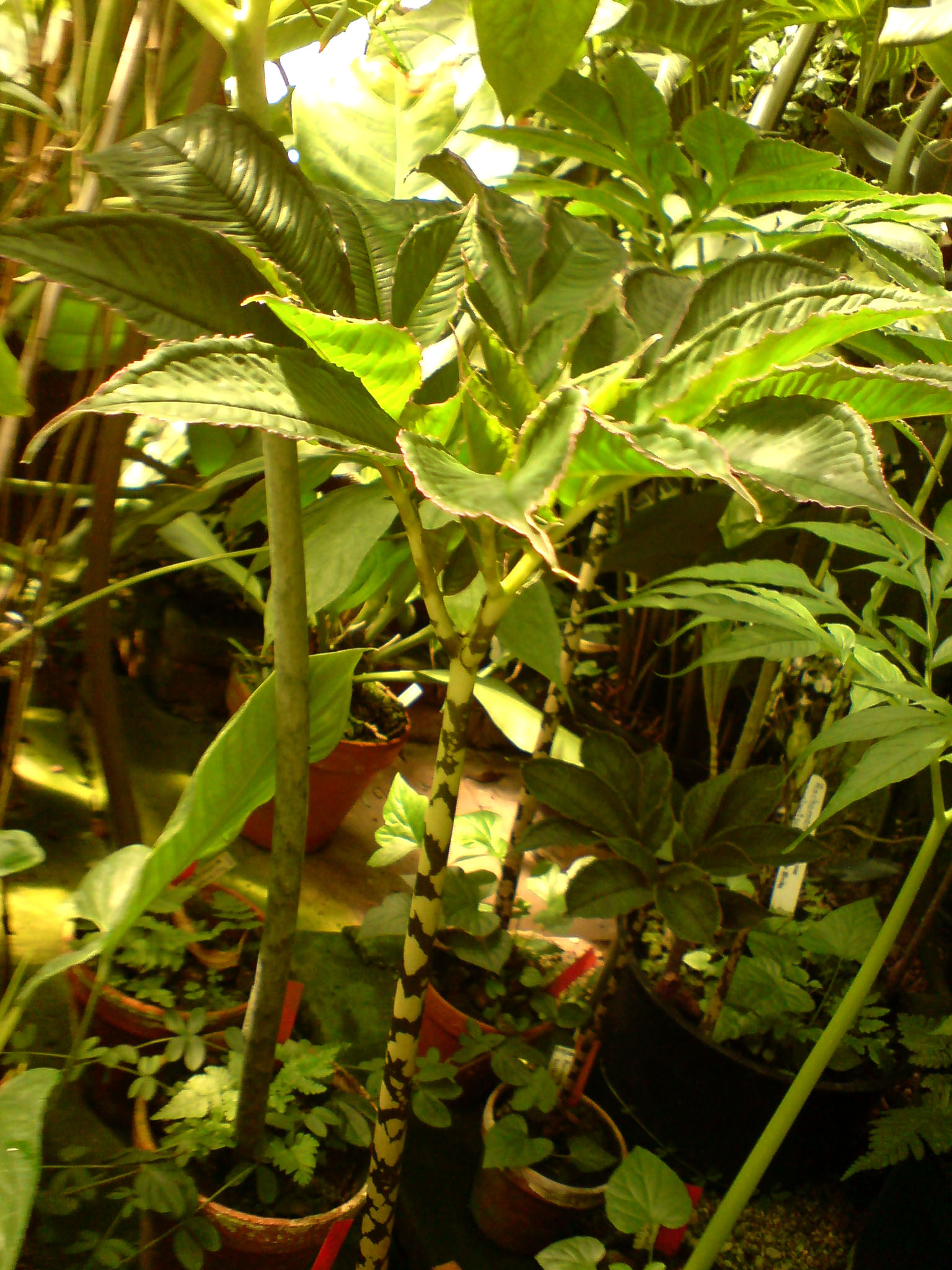
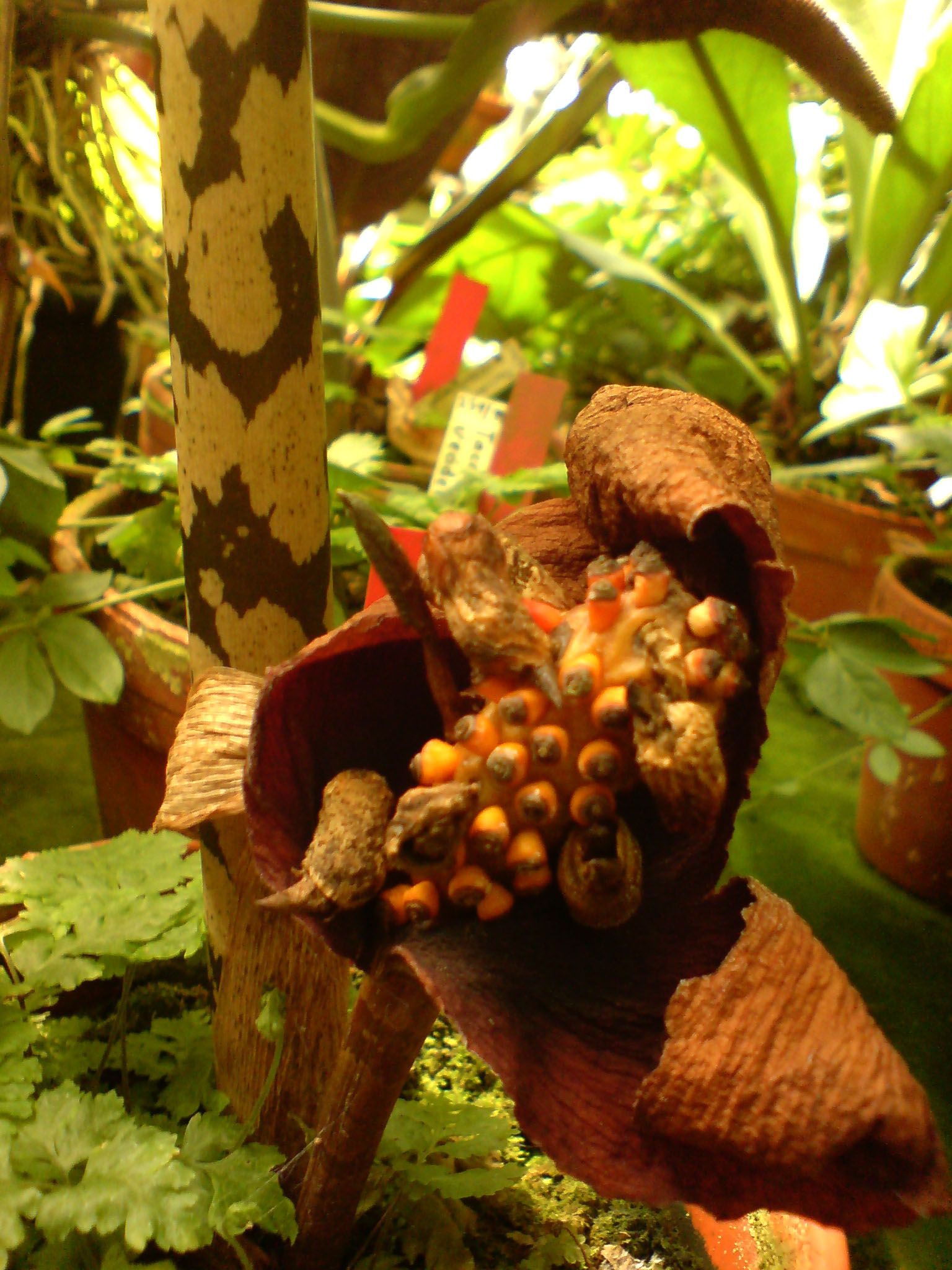